# Дружба (Липецкая область)
Дру́жба — посёлок Становлянского сельсовета Становлянского района Липецкой области.

## География
Расположен рядом с нефтепроводом «Дружба», от которого и получил своё название. Среди первоселенцев — работники, которые следили за состоянием нефтепровода.
Сегодня Дружба фактически часть Станового; их разделяет железнодорожная линия Елец — Ефремов.

## Население
| 2010 | 2021 |
| ---- | ---- |
| 603  | ↘460 |